# Роча
Ро̀ча (на испански: Rocha) е град с надморска височина 27 метра, административен център на департамента Роча, Уругвай. Населението на града е 25 420 души (2011 г.).